# Supertramp (альбом)
Supertramp — дебютный студийный альбом прог-рок-группы Supertramp, выпущенный в июле 1970 года. Также его можно увидеть под названием Now and Then.

## Об альбоме
Альбом занял 158-е место в американском чарте Billboard 200.

## Список композиций
Вся музыка написана Риком Дэвисом и Роджером Ходжсоном, все тексты — Ричардом Палмером.

### Первая сторона
1. «Surely» — 0:31
  - Вокал: Роджер Ходжсон
2. «It’s a Long Road» — 5:33
  - Вокал: Роджер Ходжсон
3. «Aubade»/«And I Am Not Like Other Birds of Prey» — 5:17
  -  «Aubade» инструментальная часть композиции, исполненная Дэвисом на органе и длится первые 57 секунд.
  - «And I Am Not Like Other Birds of Prey» Вокал: Роджер Ходжсон
4. «Words Unspoken» — 3:59
  - Вокал: Роджер Ходжсон
5. «Maybe I’m a Beggar» — 6:44
  - Вокал: Ричард Палмер и Роджер Ходжсон
6. «Home Again» — 1:15
  - Вокал: Роджер Ходжсон

### Вторая сторона
1. «Nothing to Show» — 4:53
  - Вокал: Ричард Палмер и Роджер Ходжсон
2. «Shadow Song» — 4:23
  - Вокал: Роджер Ходжсон
3. «Try Again» — 12:02
  - Вокал: Роджер Ходжсон и Ричард Палмер
4. «Surely» — 3:08
  - Вокал: Роджер Ходжсон

## Участники записи
- Рик Дэвис — орган, губная гармоника, фортепиано, электрическое фортепиано, вокал
- Роджер Ходжсон — акустическая гитара, бас-гитара, виолончель, флейта, вокал
- Боб Миллар — барабаны, губная гармоника
- Ричард Палмер — акустическая гитара, балалайка, электрогитара, вокал

продюсирование
- Supertramp - продюсер
- Робин Блэк - инженер